# Monteverdi Safari
Le Monteverdi Safari est un véhicule tout terrain (SUV) de luxe,  présenté par Peter Monteverdi en 1976. Sa production n'a débuté qu'en 1977. et a pris fin en 1982, dès lors que la production du International Harvester Scout, qui servait de base au Safari, a pris fin. Il y avait aussi une version d'entrée de gamme appelée Sahara, qui a conservé la carrosserie d'origine du Scout avec quelques petites modifications.

## Histoire
Malgré la tradition du constructeur en tant que fabricant de grosses voitures sportives de luxe, le prix affiché de 39 000 CHF en 1977 (soit un peu plus de 73 000 € de 2020) n'était en fait pas sensiblement supérieur à celui du Range Rover bien moins équipé. Il y avait relativement peu de modèles de SUV de luxe en Europe à cette époque. Si les ventes du Safari ont été nettement inférieures à celles du Range Rover, elles se sont révélées assez élevées par rapport aux autres modèles de la marque qui rivalisaient avec des constructeurs comme Maserati voire peut-être Ferrari. Peter Monteverdi a souvent parlé d'une production de 3 000 exemplaires. D'autres sources disent quelques centaines...
La carrosserie a été conçue et fabriquée par le spécialiste italien Carrozzeria Fissore avec qui Monteverdi entretenait des rapports commerciaux de longue date. Aucune donnée précise sur le volume de carrosseries réellement fabriquées.
Le véhicule était équipé du moteur V8 de 5,2 litres Chrysler développant 113 kW (152 ch) à 4 000 tours par minute avec un couple de 350 N m. La Safari disposait d'un avantage certain au niveau de la puissance par rapport au moteur du Range Rover de 3,5 litres de l'époque. Un autre moteur V8 International Harvester de 5,7 litres développant 123 kW (165 ch) a également été proposé. Le constructeur a affirmé que le véhicule avait été conçu pour être en mesure d'accueillir un moteur Chrysler de 7,2 litres développant 225 kW (305 ch)
Dans la version de 5,2 litres, le véhicule a une vitesse maximale de 165 km/h et demande 13,1 secondes pour atteindre 100 km/h à partir d'un départ arrêté. Le prix à payer pour ces performances se trouve dans la consommation peu raisonnable de plus de 25 litres/100 km. La version avec un moteur de 7,2 litres réclame 50 % de carburant supplémentaire.